# Doug McAdam
Doug McAdam (* 31. August 1951) ist seit 1998 ein US-amerikanischer Professor für Soziologie an der Stanford University. Seit 2013 ist er dort The Ray Lyman Wilbur Professor of Sociology. Sein Schwerpunkt sind soziale Bewegungen im Civil Rights Movement der USA.
Nach der Collegezeit in Los Angeles promovierte McAdam an der Stony Brook Universität (New York) 1979.

## Werk
Sein breit anerkanntes Buch (1982) Political Process and the Development of the Black Insurgency 1930–1970 betrachtet die Möglichkeiten für soziale Bewegungen, die über die etablierte politische Struktur zur Verfügung stehen, gegen Missstände anzugehen. Eine zentrale Rolle spielten die Kirchen und Colleges der Schwarzen sowie die Südstaatengliederungen der NAACP. Daraus entwickelte er eine Political Process Theory. An der Stanford University leitete er 2001–2005 das Center for Advanced Study in the Behavioral Sciences.
Das Buch Freedom Summer über die antirassistische Jugendarbeit 1964 nach den Ole Miss Riots  in Mississippi mit einer soziobiografischen Perspektive erhielt den C. Wright Mills Award 1990.
In Deeply Divided (2014) betrachten die Autoren die Nachkriegsgeschichte der USA und fragen nach den Gründen, warum der Nachkriegskonsens nach 1945 zwischen den großen Parteien aufgegeben wurde und die wirtschaftliche Ungleichheit zunahm. Sie betonen die Rolle von sozialen Bewegungen sowohl in der Bürgerrechtsbewegung, der die Dixiecrats in den Südstaaten seit den 1960er Jahren von den Demokraten zu den Republikanern trieb, als auch bei den Auseinandersetzungen innerhalb der Republikaner zwischen der älteren Führung und der aufbegehrenden Tea-Party-Bewegung seit 2009.
Im Jahr 2003 wurde McAdam in die American Academy of Arts and Sciences aufgenommen.

## Schriften
- mit Karina Kloos: Deeply Divided: Racial Politics and Social Movements in Postwar America. New York: Oxford University Press. 2014.
- mit Neil Fligstein:  A Theory of Fields. 2012.
- mit Gerald Davis, W. Richard Scott, Mayer N. Zald (Hg.): Social Movements and Organizations, New York: Cambridge University Press. 2005.
- mit Mario Diani (Hg.): Social Movements and Networks: Relational Approaches to Collective Action, Oxford: Oxford UP. 2003.
- mit Sidney Tarrow and Charles Tilly: Dynamics of Contention. Cambridge UP. 2001.
- Freedom Summer. Oxford University Press, 1988, ISBN 978-0-19-506472-8 (google.de).
- Political Process and the Development of Black Insurgency, 1930–1970. 1982. ISBN 978-0-22655553-9. (2. Aufl.) University of Chicago Press. 1999.